# Osidda
Osidda (Osìdde in sardo) è un comune italiano di 218 abitanti della provincia di Nuoro in Sardegna.

## Storia
L'area è stata abitata già in epoca neolitica per la presenza sul territorio di alcune testimonianze archeologiche, tra cui un importante menhir alto circa dieci metri (detto Sa Perda Longa de Santu Paulu). Fu un importante centro in epoca romana, vi si trovano alcune rovine identificate come Ogrilla, in cui si rinvennero diverse monete ed altri oggetti.
Nel medioevo appartenne del giudicato di Torres e fece parte della curatoria di Monte Acuto. Successivamente, intorno al 1350, passò sotto il dominio aragonese e divenne un feudo. Nel XVIII secolo il paese fu incorporato nel ducato di Monte Acuto, feudo dei Tellez - Giron d'Alcantara, mentre nel 1767 i salti, cioè le vallate limitrofe all'abitato, formarono una contea detta di San Giovanni, data in feudo a Francesco Fulgheri. Il paese fu riscattato ai Tellez-Giron, e i salti a Fausto Fulgheri, nel 1839 con la soppressione del sistema feudale.

### Simboli
Lo stemma e il gonfalone del comune di Osidda sono stati concessi con decreto del presidente della Repubblica del 20 dicembre 1996.
Il gonfalone è un drappo di bianco.

## Società

### Evoluzione demografica
Abitanti censiti

### Etnie e minoranze straniere
Secondo i dati ISTAT al 31 dicembre 2009 la popolazione straniera era di 19 persone. Le nazionalità maggiormente rappresentate in base alla loro percentuale sul totale della popolazione residente erano:
- Romania 9 3,49%
- Marocco 8 3,10%

### Lingue e dialetti
La variante del sardo parlata a Osidda è il logudorese settentrionale, anche se nella parlata locale si riscontrano alcune terminologie tipiche dei dialetti nuoresi (geo, oje).

## Economia
Tra le attività economiche più tradizionali, diffuse e rinomate vi sono quelle agricole, d'allevamento del bestiame, artigianali e turistiche. Tra i prodotti più apprezzati vi sono i tappeti, gli arazzi, i salumi, il pane e i formaggi.

## Amministrazione
| Periodo         | Periodo         | Primo cittadino          | Partito                            | Carica  | Note   |
| --------------- | --------------- | ------------------------ | ---------------------------------- | ------- | ------ |
| 6 giugno 1993   | 27 aprile 1997  | Mario Gioacchino Chessa  | Democrazia Cristiana               | Sindaco | [ 9 ]  |
| 27 aprile 1997  | 13 maggio 2001  | Mario Gioacchino Chessa  | centro                             | Sindaco | [ 10 ] |
| 13 maggio 2001  | 8 maggio 2005   | Andrea Maria Cuccu       | centro                             | Sindaco | [ 11 ] |
| 8 maggio 2005   | 30 maggio 2010  | Giovanni Mossa           | lista civica                       | Sindaco | [ 12 ] |
| 30 maggio 2010  | 31 maggio 2015  | Giovanni Mossa           | lista civica "Cuncoldia Tribagliu" | Sindaco | [ 13 ] |
| 31 maggio 2015  | 26 ottobre 2020 | Giovanni Mossa           | lista civica "Cuncoldia Tribagliu" | Sindaco | [ 14 ] |
| 26 ottobre 2020 | in carica       | Antonio Serafino Doneddu | lista civica "Impare pro Osidde"   | Sindaco | [ 15 ] |